# IC 2311
IC 2311 est une vaste galaxie elliptique située dans la constellation de la Poupe. Sa vitesse par rapport au fond diffus cosmologique est de 2 105 ± 41 km/s, ce qui correspond à une distance de Hubble de 31,1 ± 2,3 Mpc (∼101 millions d'al). Elle a été découverte par l'astronome américain Herbert Alonzo Howe en 1898.
À ce jour, huit mesures non basées sur le décalage vers le rouge (redshift) donnent une distance de 32,188 ± 8,958 Mpc (∼105 millions d'al), ce qui est à l'intérieur des valeurs de la distance de Hubble.

## Groupe de NGC 2559
IC 2311 fait partie trio, le groupe de NGC 2559. L'autre galaxie du trio est NGC 2566.